# Ludzki głos
Ludzki głos (ang. The Human Voice) – hiszpańsko-amerykański film krótkometrażowy z 2020 roku w reżyserii Pedra Almodóvara. Zdjęcia kręcono w Madrycie.
W roli głównej wystąpiła Tilda Swinton. To pierwsza anglojęzyczna produkcja reżysera i pierwszy jego film z tą aktorką. Scenariusz powstał na podstawie sztuki Jeana Cocteau Głos ludzki.
Film miał swoją premierę w ramach pokazów pozakonkursowych na 77. MFF w Wenecji. Obraz zaprezentowany został również na wrocławskim MFF Nowe Horyzonty.

## Obsada
- Tilda Swinton jako kobieta
- Agustín Almodóvar
- Miguel Almodóvar
- Pablo Almodóvar
- Diego Pajuelo
- Carlos García Cambero